# Тенишев, Дмитрий Васильевич
Князь Дмитрий Васильевич Тенишев (1766 — 18 (30) октября 1829, Санкт-Петербург) — военный и государственный деятель из рода Тенишевых, бригадир, действительный статский советник. Казанский вице-губернатор, астраханский гражданский губернатор. Начальник Симбирского ополчения в Отечественной войне 1812 года и Зарубежных походах 1813—1814.

## Биография
Происходил из обрусевшего татарского княжеского рода, ведущего своё начало от мурзы Тениша Кугушева, пожалованного поместьями в Мещере в 1528 году. Сын казанского губернатора князя Владимира Борисовича Тенишева от второго его брака.
С 1780 по 1794 год проходил службу в лейб-гвардии Конном полку; 1 января 1785 года из вахмистров был произведён в корнеты конной гвардии; 1 января  1789 года — из подпоручиков на вакансию в поручики; 1 января 1791 года — на вакансию в секунд-ротмистры; 1 января 1793 — на вакансию в ротмистры; 1 января 1794 года из ротмистров конной гвардии уволен к статским делам с чином бригадира, но только  6 января 1797 года получил назначение казанским вице-губернатором и управляющим Казанской казённой палатой и 7 января был переименован в чин статского советника, со старшинством с 1.01.1794; действительный статский советник с 15 сентября 1801 года.
С 19 июля 1802 года был назначен астраханским гражданским губернатором. По должности, был председателем Астраханского приказа общественного призрения. При губернаторстве Тенишева была учреждена Астраханская экспедиция рыбных и тюленьих промыслов и по его предложению с промыслов был установлен специальный денежный сбор, в весенний и осенний период, для устройства «доброй полиции» по Ембенскому и другим рыбным промыслам. Также при нём в 1806 году появилось Астраханское соляное правление; Главное народное училище было преобразовано в гимназию и были открыты: первая приходская школа в Астраханском крае — в Николаевской слободе (1807) и армяно-католическое училище (1807). В 1806 году в Астрахани была открыта Учетная контора Государственного ассигнационного банка.
В результате неспособности справиться с эпидемией чумы 15 июля 1807 года был уволен от должности и вызван в Санкт-Петербург; обязанности гражданского губернатора исполнял вице-губернатор Марк Леонтьевич Малинский. В 1809 году Тенишев был оправдан Сенатом и вышел в отставку. Жил в своём родовом имении в селе Сутяжное (ныне село Раздольное) Алатырского уезда, где в 1807 году он открыл церковно-приходскую школу.

## Отечественная война 1812 года
В ходе заседания дворянского собрания 10 августа 1812 года в Симбирске из почтеннейших дворян начальником Симбирского ополчения был избран Д. В. Тенишев. На содержание ополчения в губернии были собраны значительные средства. Симбирское ополчение в составе четырех пеших и одного конного полков, численностью 8560 человек, выступило 26 октября. По приказу Кутузова был установлен район его дислокации — на левом фланге Резервной армии под командованием Д. И. Лобанова-Ростовского.
Следовало Ополчение через Алатырь, где протоиерей Богородского собора благословил ополченцев иконой. На обратной стороне этой иконы есть надпись: «С онаго образа списком благословлен князь Димитрий Васильевич Тенишев, вышедший из города Алатыря с воинством декабря 30 дня 1812 года против разорителя России Наполеона. Онаго собора протоиерей Иоанн Миловский».
В декабре Симбирское ополчение подошло к городам Староконстантиново (Староконстантинов?) и Заславль, где проходило военную подготовку. В мае 1813 года ополченцы вошли в состав корпуса генерал-лейтенанта И. К. Розена и участвовали в осаде городов Глогау и Замостье, а конный полк вошел в состав конных частей генерал-майора С. Я. Репнинского и участвовал в осаде Дрездена.
С августа 1813 года симбирские ополченцы трёх пехотных полков под командованием Д. В. Тенишева вели осаду крепости Глогау, и 30 марта 1814 года французы капитулировали. Первыми в крепость вошли русские войска, колонну войск возглавлял начальник Симбирского ополчения Дмитрий Тенишев. На городской площади жители Глогау вручили ему лавровый венок. Конный Симбирский полк после взятия Дрездена с января по 18 мая 1814 года принимал участие в осаде и захвате городов-крепостей Магдебург и Гамбург.

## Послевоенные годы
После роспуска ополчения Тенишев в 1820—1822 годах занимал должность председателя Временной казанской комиссии для следствия по делу «О беспорядках и злоупотреблениях в Казанской губернии». Жил в имении в селе Пановка Казанского уезда Казанской губернии (ныне — Высокогорский район, Республика Татарстан). В 1824 года на его средства в селе был воздвигнут однопрестольный храм в честь Святителя Николая Чудотворца. В нём Дмитрий Тенишев венчался вторым браком и были крещены его дети.
Умер 18 (30) октября 1829 года в Санкт-Петербурге и был похоронен на Смоленском православном кладбище.
В селе Пановка в ходе восстановления храма Николая Чудотворца сотрудниками Комитета Ульяновской области по культурному наследию летом 2012 года Тенишову был установлен памятник.

## Награды
- Ордена Святого Иоанна Иерусалимского почётный командор (9.03.1800)
- Именной высочайший рескрипт с «совершенной признательностью» Е. И. В. за отличную «деятельность и ревностное усердие к лучшему устройству промышленности, к выгодам обывателей и пользе казны» в Астраханской губернии (15.09.1803)
- Орден Святой Анны 1-й степени (5.03.1804)

## Семья
Первая жена (с 11 июля 1789 года) — княжна Анастасия Платоновна Мещерская (1766—23.12.1795), дочь князя П. С. Мещерского; воспитывалась в Смольном институте (1773—1785, четвертый выпуск). Умерла в Казани. Их дети:
- Екатерина (05.05.1790[6]—12[7](13[8]).02.1817), была выдана замуж за генерала П. Ф. Желтухина.
- Татьяна (08.09.1791[9]—?), крестница А. Н. Родионовой.

Вторая жена (с 14 мая 1826 года) — Анна Савиновна NN (1799 или 1803—1875, с. Сутяжна, Алатырского уезда, при Тихвинской церкви), дочь алатырского купца третьей гильдии. Их дети:
- Александр (1824[12]; 07.11.1827[13]—1889, с. Порецкое, Алатырского уезда), канцелярский чиновник удельной конторы, в 1869—1874 — алатырский предводитель дворянства. Его сын: князь Дмитрий Александрович Тенишев (1858—1866, с. Сутяжна, Алатырского уезда, при Тихвинской церкви).
- Николай (07.10.1828[14]—1902, г. Алатырь), подпоручик в отставке, гласный алатырского земства (1869).